# Marlie Monserez
Marlie Patricia Monserez (23 novembre 1999) è una pallavolista statunitense, palleggiatrice delle Atlanta Vibe.

## Biografia
È la sorella minore delle ex pallavoliste Madison e Allie Monserez.

## Carriera

### Club
La carriera di Marlie Monserez inizia nei tornei scolastici della Florida, giocando per la Bishop Moore Catholic HS. Dopo il diploma approda nella lega universitaria NCAA Division I, disimpegnandosi con la formazione della Florida dal 2018 al 2021 e venendo inserita nella seconda squadra All-America durante il suo ultimo anno; in seguito gioca per un biennio a beach volley con la formazione della UC Los Angeles.
Inizia la sua carriera da professionista partecipando alla Pro Volleyball Federation 2024 con le Atlanta Vibe, inserita al termine dell'annata nella seconda squadra  All-PVF. Nel corso della seguente stagione sportiva, disputa prima l'Athletes Unlimited 2024 e poi la Pro Volleyball Federation 2025, nuovamente con le Atlanta Vibe, inserita nuovamente nell'All-PVF Second Team.

## Palmarès

### Premi individuali
- 2021 - All-America Second Team
- 2024 - Pro Volleyball Federation: All-PVF Second Team
- 2025 - Pro Volleyball Federation: All-PVF Second Team